# Al Waxman
Pour les articles homonymes, voir Waxman.
Al Waxman est un acteur, réalisateur et scénariste canadien, né le 2 mars 1935 à Toronto, et mort le 18 janvier 2001 à Toronto (Canada).

## Filmographie
Sauf indication contraire, les informations mentionnées dans cette section peuvent être confirmées par la base de données cinématographiques IMDb,  présente dans la section « Liens externes ».

### Acteur

#### Cinéma
- 1961 : The Hired Gun de Lindsay Shonteff : ?
- 1962 : L'Homme qui aimait la guerre (The War Lover) de Philip Leacock : Sergent Prien
- 1963 : Les Vainqueurs (The Victors) de Carl Foreman : Firing Squad Member
- 1964 : L'Affaire Winston (en) (Man in the Middle) de Guy Hamilton : caporal Zimmerman
- 1967 : Do Not Fold, Staple, Spindle or Mutilate (en) de John Howe : ?
- 1967 : Counter Etiquette. Part 1 (court métrage) de Alan Cullimore : ?
- 1968 : Isabel de Paul Almond : Herb
- 1970 : The Last Act of Martin Weston (en) de Michael Jacot : ?
- 1972 : The Sloane Affair (en) de Douglas Jackson : Hogan
- 1974 : Self Defense (Sunday in the Country) de John Trent (en) : Sergeant
- 1974 : A Star Is Lost! de John Howe : inspecteur Bruno
- 1976 : The Clown Murders (en) de Martyn Burke : officier de police
- 1979 : Wild Horse Hank de Eric Till : Jay Conors
- 1980 : Double Negative de George Bloomfield : Dellassandro
- 1980 : Atlantic City de Louis Malle : Alfie
- 1981 : Métal hurlant (Heavy Metal) de Gerald Potterton : Rudnick (voix)
- 1981 : Tulips (en) de Rex Bromfield, Mark Warren et lui-même : Bert Irving
- 1982 : Class 1984 (Class of 1984) de Mark L. Lester : détective Stewiski
- 1983 : Spasmes (Spasms) de William Fruet : Warren Crowley
- 1986 : Meatballs III: Summer Job (en) de George Mendeluk : Peter
- 1988 : Scoop (Switching Channels) de Ted Kotcheff : Berger
- 1988 : Malarek (en) de Roger Cardinal : Stern
- 1989 : Collision Course (en) de Lewis Teague : Dingman
- 1989 : Millenium (Millennium) de Michael Anderson: docteur Brindle
- 1989 : Mob Story (en) de Gabriel Markiw et Jancarlo Markiw : Sam
- 1991 : Cerro Torre : Le Cri de la roche (Cerro Torre: Schrei aus Stein) de Werner Herzog : Stephen
- 1991 : L'Arme secrète (The Hitman) de Aaron Norris : Marco Luganni
- 1992 : Explosion immédiate (Live Wire) de Christian Duguay : James Garvey
- 1994 : Operation Golden Phoenix de Jalal Merhi : Chef Gordon
- 1995 : Aigle de fer 4 (Iron Eagle IV) de Sidney J. Furie : général Kettle
- 1996 : Bogus de Norman Jewison : le principal
- 1997 : Contrat sur un terroriste (The Assignment) de Christian Duguay : Carl Mickens
- 1997 : Critical Care de Sidney Lumet : Sheldon Hatchett
- 1999 : Hurricane Carter (The Hurricane) de Norman Jewison : directeur du pénitencier de Rahway

#### Télévision

##### Séries télévisées
- 1975-1980 : King of Kensington (en) : Larry King (110 épisodes)
- 1981-1988 : Cagney et Lacey (Cagney & Lacey) : Lieutenant Bert Samuels (126 épisodes)
- 1995-1996 : Ace Ventura (Ace Ventura: Pet Detective) : Aguado (voix, 3 épisodes)
- 1999-2001 : Destins croisés (Twice In a Lifetime) : Juge Othneil (42 épisodes)
- 2001 : Judy Garland, la vie d'une étoile (Life with Judy Garland: Me and My Shadows) : Louis B. Mayer (mini-série)

##### Téléfilms
- 1972 : When Michael Calls (en) de Philip Leacock : shérif Hap Washbrook
- 1979 : Intergalactic Thanksgiving (en) de Clive A. Smith : The Bug (voix)
- 1988 : Le retour du docteur Casey (The Return of Ben Casey) de Joseph L. Scanlan : docteur Stratton
- 1990 : Back to the Beanstalk de Burt Metcalfe : The Pawnbroker
- 1991 : I Still Dream of Jeannie (en) de Joseph L. Scanlan : général Wescott
- 1992 : The Trial of Red Riding Hood de Eric Till : le juge
- 1992 : New York, alerte à la peste (en) (Quiet Killer) de Sheldon Larry : le maire Andy Carmichael
- 1992 : Jeux d'influence (en) (Teamster Boss: The Jackie Presser Story) de Alastair Reid : Allen
- 1994 : Le pouvoir de l'illusion (I Know My Son Is Alive) de Bill Corcoran : Herb
- 1994 : Cagney et Lacey - Les retrouvailles (Cagney & Lacey: The Return) de James Frawley : lieutenant Samuels
- 1995 : Fausse piste (The Shamrock Conspiracy) de James Frawley : O'Connor
- 1995 : Net Worth (en) de Jerry Ciccoritti : Jack Adams
- 1996 : Gotti de Robert Harmon : Bruce Cutler
- 1996 : Un Noël inoubliable (en) (Holiday Affair) de Alan Myerson : Mr Corley
- 1997 : Héros pour la vie - Deux femmes (Rescuers: Stories of Courage: Two Women) de Peter Bogdanovich : Dr Jacob Weinstock
- 1998 : Un flic à New York : le tueur de Noël (en) (Naked City: A Killer Christmas) de  Peter Bogdanovich : Burt
- 1998 : At the End of the Day: The Sue Rodriguez Story (en) de Sheldon Larry : John Hofsess
- 1999 : À chacun son tour (en) (A Saintly Switch)  de Peter Bogdanovich : Coach Beasily
- 1999 : Unforgettable: 100 Years Remembered de Barry Avrich : narrateur
- 1999 : Summer's End (en) de Helen Shaver : Grandpa Trapnell
- 1999 : Mission d'élite (en) (In the Company of Spies) de Tim Matheson : Myron Sindell
- 2000 : Contre-pouvoir (en) (The Thin Blue Lie) de Roger Young : Art Zugler
- 2000 : The Ride de Steve DiMarco : Max Lieberman
- 2001 : Les Liens du cœur (What Makes a Family) de Maggie Greenwald : Frank Cataldi

### Réalisateur

#### Cinéma
- 1971 : The Crowd Inside
- 1975 : My Pleasure Is My Business
- 1981 : Tulips (en) co-réalisé avec Rex Bromfield et Mark Warren
- 1991 : White Light
- 1994 : Death Junction co-réalisé avec John Bradshaw

#### Télévision

##### Séries télévisées
- 1969 : Quentin Durgens, M.P. (en) (1 épisode)
- 1969 : Adventures in Rainbow Country (en) (saison 1, épisode 5)
- 1980 : The Phoenix Team (en) (saison 2, épisode 5)
- 1984 : Le Vagabond (The Littlest Hobo) (3 épisodes)
- 1985 : Brigade de nuit (Night Heat) (saison 1, épisode 8)
- 1985-1988 : Cap Danger (Danger Bay) (saison 2, épisode 6)
- 1985-1988 : Cagney et Lacey (6 épisodes)
- 1986 : Paul et les Jumeaux (The Edison Twins) (saison 5, épisode 3)
- 1988-1991 : Superkid (My Secret Identity)
- 1989 : Alfred Hitchcock présente (saison 4, épisode 5)
- 1989 : Mister T. (T. and T.) (saison 2, épisode 11)
- 1989 : HeartBeat (en) (saison 2, épisode 6 et 9)
- 1989 : Pas de répit sur planète Terre (Hard Time on Planet Earth) (saison 1, épisode 11)
- 1990 : CBS Schoolbreak Special (saison 7, épisode 5)
- 1991 : Max Glick (en) (3 épisodes)
- 1993 : Rintintin junior (Katts and Dog) (saison 5, épisode 18)
- 1993 : Un privé sous les tropiques (Sweating Bullets) (saison 3, épisode 11, 26 et 32)

##### Téléfilm
- 1992 : The Diamond Fleece (en)

### Scénariste

#### Cinéma
- 1971 : The Crowd Inside de lui-même
- 1981 : Tulips (en) de Rex Bromfield, Mark Warren et lui-même

#### Télévision
- 1978 : Love on the Nose de George Bloomfield
- 1989 : HeartBeat (en) (saison 2, épisode 9)